# Александер Хайнрих Хартвиг фон дер Шуленбург
Александер Хайнрих Хартвиг фон дер Шуленбург (на немски: Alexander Heinrich Hartwig von der Schulenburg; * 3 юли 1770 в Ангерн; † 13 юни 1844 в Ленцервише в Бранденбург) е граф от „Бялата линия“ на род фон дер Шуленбург в Прусия-Бранденбург.

## Произход
Той е вторият син на граф Александер Фридрих Кристоф фон дер Шуленбург (1720 – 1801), полковник на кавалерията, и Луиза Елеонора фон Бисмарк (1743 – 1803), дъщеря на Левин Фридрих фон Бисмарк (1703 – 1774) и София Амалия фон дер Шуленбург (1717 – 1782), дъщеря на Ахац фон дер Шуленбург (1669 – 1731) и София Магдалена фон Мюнххаузен (1688 – 1763).
Брат е на Фридрих фон дер Шуленбург (1769 – 1821), пруски президент в Магдебург, и Йозеф Фердинанд Адолф Ахац фон дер Шуленбург (1776 – 1831), пруски генерал-лейтенант.

## Фамилия
Александер фон дер Шуленбург се жени на 6 септември 1802 г. в Рющет за Шарлота Кристиана София фон Ягов (* 22 февруари 1782, Рющет; † 29 юли 1836, Ленцервише), дъщеря на Георг Ото Фридрих фон Ягов (1742 – 1810) и Магдалена Шарлота фон Бисмарк (1743 – 1801). Те имат три деца:
- Луиза Шарлота Каролина фон дер Шуленбург (* 11 декември 1803), омъжена за фон Франкенберг-Лудвигсдорф
- Отилия Албертина Елеонора Юлиана фон дер Шуленбург (* 23 септември 1805, Берлин; † 29 януари 1871, Берлин), омъжена на 4 юли 1829 г. в Берлин за граф Фердинанд Лудвиг Херман фон Шлипенбах (* 26 декември 1799, Шьонермарк; † 25 април 1866, Берлин)
- Александер Бернхард Фридрих Хасо фон дер Шуленбург (1809 – 1836)